# Agustí Layola i Riera
Agustí Layola i Riera (L'Hospitalet de Llobregat, 30 de juliol de 1907 - L'Hospitalet de Llobregat, 11 de novembre de 1998) fou un futbolista català de la dècada de 1930.

## Trajectòria
Començà a destacar al club de la seva ciutat natal, l'Hospitalenc SC i més tard al FC Gràcia. L'any 1928 començà l'etapa més brillant de la seva carrera, amb sis temporades consecutives a primera divisió, primer al CE Europa, tres temporades, i a continuació al CD Espanyol, tres temporades més. El 1934 fou traspassat al Terrassa FC, on jugà dues temporades. Retornà a l'Europa, durant la Guerra Civil, i finalitzada la mateixa jugà a la UD Sant Martí i al Gimnàstic de Tarragona.